# DNS поверх TLS
DNS поверх TLS (DoT) — предлагаемый стандартный протокол для выполнения разрешения удалённой системы DNS с использованием TLS. Целью этого метода является повышение конфиденциальности и безопасности пользователей путём предотвращения перехвата и манипулирования данными DNS с помощью атак типа «Атака посредника». 
DNS поверх TLS является предметом двух стандартов: IETF RFCs: RFC 7858 и RFC 8310. Начиная с 2018 года Cloudflare и Quad9 предоставляют экспериментальные общедоступные службы DNS-разрешителя через DNS поверх TLS.
В апреле 2018 года Google объявила об использовании DNS поверх TLS в Android P. DNSDist также объявила о поддержке DNS поверх TLS в своей последней версии 1.3.0. Пользователи BIND могут также предоставлять DNS поверх TLS, проксируя его через stunnel. С 9 января 2019 года Google запустила поддержку DNS-over-TLS в сервисе Google Public DNS.

## DNS через TLS — общедоступные DNS-серверы
Реализация сервера DNS поверх TLS уже доступна бесплатно у некоторых публичных поставщиков DNS.
| Провайдер         | Хост | IP-адреса                                                                                | Блокирование                                        | Особенности                 |
| ----------------- | --- | ---------------------------------------------------------------------------------------- | --------------------------------------------------- | --------------------------- |
| Cloudflare        | cloudflare-dns.com                                                                                           | 1.1.1.1 1.0.0.1 2606:4700:4700::1111 2606:4700:4700::1001                                | нет                                                 | DNS поверх TLS в порту 853. |
| Google Public DNS | dns.google                                                                                                   | 8.8.8.8 8.8.4.4 2001:4860:4860::8888 2001:4860:4860::8844                                | нет                                                 | DNS поверх TLS в порту 853. |
| Quad9             | dns.quad9.net                                                                                                | 9.9.9.9 149.112.112.112 2620:fe::fe 2620:fe::9                                           | Опасные домены                                      | DNS поверх TLS в порту 853. |
| CleanBrowsing     | security-filter-dns.cleanbrowsing.org family-filter-dns.cleanbrowsing.org adult-filter-dns.cleanbrowsing.org | 185.228.168.9 185.228.168.168 185.228.168.10 2a0d:2a00:1::2 2a0d:2a00:1:: 2a0d:2a00:1::1 | Опасные домены Семейный фильтр Контент для взрослых | DNS поверх TLS в порту 853. |
| Adguard           | dns.adguard.com dns-family.adguard.com                                                                       | 94.140.14.14 94.140.15.16 2a00:5a60::ad1:0ff 2a10:50c0::bad2:ff                          | Реклама Контент для взрослых                        | DNS поверх TLS в порту 853  |
| Yandex.DNS        | common.dot.dns.yandex.net safe.dot.dns.yandex.net family.dot.dns.yandex.net                                  | 77.88.8.1 77.88.8.8                                                                      | Нет Опасные домены Семейный фильтр                  | DNS поверх TLS в порту 853  |